# 瓦西基夫奇基
49°53′54″N 26°46′15″E / 49.89833°N 26.77083°E
瓦斯基夫奇基（烏克蘭語：Васьківчики）是位於烏克蘭西部的村莊，由赫梅利尼茨基州裡赫梅利尼茨基區的安東尼尼市鎮負責管轄。該村始建於1419年，面積1.51平方公里，海拔高度278米，2001年人口348，人口密度每平方公里230.3人。